# Daily Star
De Daily Star is een Britse krant op tabloidformaat. Het dagblad is eigendom van Northern & Shell, dat ook de Daily Express uitgeeft, en werd opgericht in 1978, waarmee het na The Independent de jongste Britse krant is.
De krant besteedt al meteen sinds de oprichting zeer veel aandacht aan sport, roddel, (seks-)schandalen van beroemdheden, het amusement, de showbizz en vrouwenzaken als mode en make-up, en schrijft ook zeer veel over tv-programma's als Big Brother en programma's waarin mensen met een vergaand asociaal gedrag in worden gevolgd die voor een enorme overlast voor de rest van hun buurt zorgen. Net als The Sun en de Daily Mirror heeft de krant elke dag een page-three girl, een enorme topless kleurenfoto die elke dag de hele pagina drie in beslag neemt. Ook rond de stukken die gaan over showbizz, schandalen en roddel worden veel kleurenfoto's van halfnaakte jonge vrouwen geplaatst. De Daily Star heeft een aantal bekende vrouwen in dienst die zich om de beurt naakt of halfnaakt laten fotograferen. Deze vrouwen worden in de volksmond "Starbabes" genoemd, naar de naam van de krant.
Omdat de Daily Star eigenlijk meer over showbizz, sport, roddel en tv schrijft dan over politiek en opinie, is het moeilijk te zeggen wat de politieke mening van de krant is, maar de politieke artikelen die erin staan worden overheerst door een zeer rechts, conservatief en vooral ook populistisch denkbeeld. De doelgroep van de krant wordt volgens de Britse comedy Yes, Minister gevormd door "de mensen wie het niets kan schelen wie er het land regeert, als haar borsten maar groot zijn en in kleur".